# Söderköping
58°28′48.198″N 16°19′43.583″Ø / 58.48005500°N 16.32877306°Ø
Söderköping er en svensk by som ligger i Östergötlands län i Östergötland. Den er administrationsby i Söderköpings kommune og i 2010 havde byen 6.992 indbyggere. 

## Söderköpings kanalhavn
Söderköpings kanalhavn er et havneanlæg ved Göta kanal med stenkaj. Enkeltslusen er bygget i 1874 og har to porte. I middelalderen og lang tid fremover beskyttedes Söderköpingsåns udløb i havet af Stegeborg Slot ved Slätbaken.

## Eksterne kilder og henvisninger
1. ↑  Tätorter, arealer, befolkning Statistiska centralbyrån.

- Wikimedia Commons har flere filer relateret til Söderköping